# 602

## Починали
- Маврикий, византийски император
- Баян аварски каган